# Dietrich Buxtehude
Dietrich Buxtehude (eredeti nevén Diderik Buxtehude) (Oldesloe vagy Helsingborg, 1637. – 1707. május 9.) dán-német orgonista, a barokk kor egyik legfontosabb zeneszerzője. Orgonára írt művei a barokk orgonairodalom törzsanyagához tartoznak, gyakran hangzanak el hangversenyeken és templomi szertartásokon. Rengeteg vokális és hangszeres műfajban alkotott és sok későbbi zeneszerzőre – például Johann Sebastian Bachra – nagy hatással volt. Heinrich Schützcel egyetemben Buxtehudét ma a középső barokk legjelentősebb német zeneszerzőjének tartják.

## Élete

### Fiatalkora Dániában
Valószínűleg Diderich Buxtehude néven született. Édesapja Johann Buxtehude orgonista volt. A kutatók Buxtehude születésének idejére és helyére több változatot is lehetségesnek tartanak, bár legtöbbjük elfogadja, hogy 1637-ben, a Skåne tartománybeli Helsingborgban született, ami akkor Dániához tartozott (ma Svédország része). Gyászjelentésében az állt, hogy „Dániát tartotta szülőföldjének, ahonnan a mi országunkba jött; körülbelül 70 évet élt”. Mások azt állítják, hogy a holsteini Oldesloe-ben született, ami ma Németországhoz tartozik (1637-ben a Dán Királyság része volt). Gyermekkorát Helsingborgban és Helsingørben töltötte. Később németesítette nevét és aláírását Dieterich Buxtehude formában használta.

### Lübeck: Marienkirche
Orgonista volt, először Helsingborgban (1657–1658), majd Elsinore-ben (Helsingør) (1660–1668), végül pedig 1668-tól a lübecki Marienkirchében (Mária-templomban). Lübecki állása széles mozgásteret biztosított zenészi karrierjében, önállósága több későbbi zeneszerzőnek is mintául szolgált (például Georg Friedrich Händelnek, Johann Matthesonnak, Georg Philipp Telemannak és Johann Sebastian Bachnak). Ezzel az állással együtt járt az Abendmusik hagyományának ápolása, azaz egy öt vasárnapon át (utolsó két Szentháromság-vasárnap, advent 2-4. vasárnapja) tartó nyilvános hangversenysorozat, amely a délutáni istentiszteleteket követően hangzott el. Ezt az 1646-tól fennálló gyakorlatot Buxtehude alapjaiban újította meg: kantátákat, kórusokat is előadatott, amelyeket ő maga írt ezekre az alkalmakra. Belépődíj szedése helyett önkéntes adományok fejében szövegkönyveket árusított. Az esemény rengeteg zenészt vonzott, és 1810-ig minden évben megrendezték. Az 1673 és 1687 között megjelent Abendmusik-kompozíciók közül eddig igen kevés került elő.
1703-ban Händel és Mattheson látogatást tett Buxtehudénél. Buxtehude ekkor már idős volt, kész a visszavonulásra. Látogatóinak felajánlotta lübecki állását azzal a feltétellel, hogy a következő orgonistának feleségül kell vennie legidősebb lányát, Anna Margaretát. Händel és Mattheson visszautasította az ajánlatot és látogatásuk másnapján hazaindultak. 1705-ben a húszéves Johann Sebastian Bach gyalog ment Arnstadtból Lübeckbe, és majdnem három hónapig maradt ott, hogy hallhassa az Abendmusikot, hogy találkozhasson a kitűnő orgonistával és hallhassa játszani, valamint hogy „megtanuljon egy s mást a művészetéről”.
Buxtehude 1707. május 9-én hunyt el Lübeckben. Legismertebb műve az 1680-as Membra Jesu nostri (Jézus urunk tagjai), amely a megfeszített Krisztus tagjairól szóló hét elmélkedésből, hét kantátából áll. Kompozícióinak nagy része kéziratban maradt fenn.